# Veikkausliiga 2017
La Veikkausliiga 2017 è stata la centoottesima edizione della massima serie del campionato finlandese di calcio, la ventottesima come Veikkausliiga. Il campionato è iniziato il 5 aprile ed è terminato il 28 ottobre, con il formato a girone unico e composto da dodici squadre. Il campione uscente era l'IFK Mariehamn, che nell'edizione 2016 ha vinto il suo primo campionato. L'HJK ha vinto il campionato per la ventottesima volta nella sua storia con cinque giornate di anticipo.

## Stagione

### Novità
Dalla Veikkausliiga 2016 è stato retrocesso il PK-35 Vantaa, mentre dalla Ykkönen 2016 è stato promosso il JJK, primo classificato. Allo spareggio promozione/retrocessione fra Inter Turku e TPS Turku è prevalsa la prima, imponendosi 2-0 nella partita di ritorno, dopo aver pareggiato 0-0 all'andata, mantenendo la categoria.

### Formula
Le dodici squadre si affrontano tre volte nel corso del campionato, per un totale di 33 giornate. La prima classificata viene decretata campione di Finlandia ed ammessa alla UEFA Champions League 2018-2019. La seconda e la terza classificata vengono ammesse al primo turno di qualificazione della UEFA Europa League 2018-2019. Se la vincitrice della Suomen Cup, ammessa al primo turno di qualificazione della UEFA Europa League 2018-2019, si classifica al secondo o al terzo posto, la quarta classificata viene ammessa al primo turno di qualificazione della UEFA Europa League. L'ultima classificata viene retrocessa direttamente in Ykkönen, mentre l'undicesima classificata affronta la seconda classificata in Ykkönen in uno spareggio promozione/retrocessione.

## Squadre partecipanti
| Club          | Stagione | Città     | Stadio                        | Stagione 2016              |
| ------------- | -------- | --------- | ----------------------------- | -------------------------- |
| HIFK          | dettagli | Helsinki  | Telia 5G -areena              | 10º posto in Veikkausliiga |
| HJK           | dettagli | Helsinki  | Telia 5G -areena              | 2º posto in Veikkausliiga  |
| IFK Mariehamn | dettagli | Mariehamn | Wiklöf Holding Arena          | Campione di Finlandia      |
| Ilves         | dettagli | Tampere   | Tammelan stadion              | 5º posto in Veikkausliiga  |
| Inter Turku   | dettagli | Turku     | Veritas-stadion               | 11º posto in Veikkausliiga |
| JJK           | dettagli | Jyväskylä | Harjun stadion                | 1º posto in Ykkönen        |
| KuPS          | dettagli | Kuopio    | Savon Sanomat Areena          | 7º posto in Veikkausliiga  |
| Lahti         | dettagli | Lahti     | Lahden stadion                | 8º posto in Veikkausliiga  |
| PS Kemi Kings | dettagli | Kemi      | Sauvosaaren Urheilupuisto     | 9º posto in Veikkausliiga  |
| RoPS          | dettagli | Rovaniemi | Rovaniemen Keskuskenttä       | 6º posto in Veikkausliiga  |
| SJK           | dettagli | Seinäjoki | OmaSP Stadion                 | 3º posto in Veikkausliiga  |
| VPS           | dettagli | Vaasa     | Hietalahden jalkapallostadion | 4º posto in Veikkausliiga  |

## Classifica finale
|  | Pos. | Squadra       | Pt | G  | V  | N  | P  | GF | GS | DR  |
|  | ---- | ------------- | -- | -- | -- | -- | -- | -- | -- | --- |
|  | 1.   | HJK           | 76 | 33 | 23 | 7  | 3  | 78 | 16 | +62 |
|  | 2.   | KuPS          | 56 | 33 | 16 | 8  | 9  | 51 | 36 | +15 |
|  | 3.   | Ilves         | 56 | 33 | 15 | 11 | 7  | 39 | 35 | +4  |
|  | 4.   | Lahti         | 49 | 33 | 12 | 13 | 8  | 46 | 31 | +15 |
|  | 5.   | IFK Mariehamn | 49 | 33 | 13 | 10 | 10 | 44 | 42 | +2  |
|  | 6.   | SJK           | 47 | 33 | 13 | 8  | 12 | 42 | 47 | -5  |
|  | 7.   | RoPS          | 42 | 33 | 12 | 6  | 15 | 43 | 51 | -8  |
|  | 8.   | VPS           | 39 | 33 | 9  | 12 | 12 | 38 | 51 | -13 |
|  | 9.   | Inter Turku   | 38 | 33 | 10 | 8  | 15 | 54 | 57 | -3  |
|  | 10.  | PS Kemi Kings | 32 | 33 | 8  | 8  | 17 | 38 | 59 | -21 |
|  | 11.  | HIFK          | 29 | 33 | 6  | 11 | 16 | 37 | 54 | -17 |
|  | 12.  | JJK           | 26 | 33 | 6  | 8  | 19 | 32 | 63 | -31 |

Legenda:
      Campione di Finlandia e ammessa alla UEFA Champions League 2018-2019
      Ammesse alla UEFA Europa League 2018-2019
 Ammesso allo spareggio retrocessione-promozione
      Retrocessa in Ykkönen
Note:
Tre punti a vittoria, uno a pareggio, zero a sconfitta.
La classifica viene stilata secondo i seguenti criteri:
- Punti conquistati
- Differenza reti generale
- Reti totali realizzate
- Punti conquistati negli scontri diretti
- Differenza reti negli scontri diretti
- Reti realizzate negli scontri diretti
- Minor numero di reti subite in trasferta†
- Reti realizzate in casa†
- Minor numero di reti subite in casa†
- Spareggio†
- Sorteggio

† solo per decidere il campione, la partecipazione alle coppe europee, la retrocessione

## Risultati

### Partite (1-22)
|               | HIF  | HJK  | IFK  | Ilv  | Int  | JJK  | KuP  | Lah  | PSK  | RoP  | SJK  | VPS  |
| ------------- | ---- | ---- | ---- | ---- | ---- | ---- | ---- | ---- | ---- | ---- | ---- | ---- |
| HIFK          | –––– | 0-0  | 1-1  | 0-1  | 0-2  | 0-0  | 1-4  | 1-2  | 0-2  | 1-0  | 0-2  | 2-1  |
| HJK           | 2-0  | –––– | 2-0  | 2-0  | 1-1  | 4-0  | 2-0  | 0-0  | 3-1  | 0-1  | 6-0  | 5-0  |
| IFK Mariehamn | 1-1  | 1-1  | –––– | 2-2  | 5-0  | 5-2  | 2-1  | 0-2  | 3-0  | 2-1  | 0-0  | 1-1  |
| Ilves         | 4-3  | 1-1  | 3-0  | –––– | 0-2  | 2-1  | 1-0  | 1-1  | 2-4  | 0-2  | 1-0  | 0-0  |
| Inter Turku   | 3-0  | 1-1  | 1-1  | 1-1  | –––– | 4-0  | 1-1  | 0-0  | 1-3  | 6-2  | 0-1  | 0-1  |
| JJK           | 0-3  | 1-5  | 1-0  | 3-1  | 1-2  | –––– | 0-0  | 1-3  | 2-1  | 1-1  | 0-2  | 1-4  |
| KuPS          | 2-1  | 0-2  | 1-2  | 0-1  | 2-1  | 1-0  | –––– | 2-2  | 3-0  | 3-0  | 1-1  | 2-2  |
| Lahti         | 4-1  | 0-0  | 6-2  | 0-0  | 1-0  | 1-1  | 1-2  | –––– | 1-0  | 1-1  | 1-0  | 0-0  |
| PS Kemi       | 0-0  | 0-1  | 3-0  | 0-0  | 1-5  | 1-1  | 1-4  | 1-1  | –––– | 1-1  | 3-1  | 0-1  |
| RoPS          | 2-2  | 1-4  | 3-0  | 1-0  | 2-0  | 2-1  | 0-1  | 1-0  | 3-1  | –––– | 1-2  | 2-4  |
| SJK           | 3-3  | 0-6  | 1-1  | 1-2  | 0-3  | 1-0  | 1-0  | 1-1  | 1-0  | 3-0  | –––– | 0-1  |
| VPS           | 1-1  | 2-1  | 0-0  | 0-2  | 3-2  | 1-1  | 2-2  | 0-2  | 3-3  | 1-0  | 1-3  | –––– |

### Partite (23-33)
|               | HIF  | HJK  | IFK  | Ilv  | Int  | JJK  | KuP  | Lah  | PSK  | RoP  | SJK  | VPS  |
| ------------- | ---- | ---- | ---- | ---- | ---- | ---- | ---- | ---- | ---- | ---- | ---- | ---- |
| HIFK          | –––– |      | 0-0  |      |      | 1-1  |      |      | 4-0  | 1-0  | 2-2  |      |
| HJK           | 2-1  | –––– | 1-0  |      |      |      | 1-0  | 3-0  | 4-0  | 2-3  |      |      |
| IFK Mariehamn |      |      | –––– | 0-1  | 2-1  | 2-1  |      |      | 3-2  |      | 2-1  | 1-0  |
| Ilves         | 2-1  | 1-4  |      | –––– |      |      | 1-0  | 2-1  | 1-0  | 3-2  |      |      |
| Inter Turku   | 4-1  | 1-3  |      | 2-2  | –––– |      | 1-2  | 1-6  |      |      |      |      |
| JJK           |      | 0-4  |      | 0-0  | 1-3  | –––– |      | 2-4  |      |      |      | 2-0  |
| KuPS          | 3-2  |      | 2-1  |      |      | 2-1  | –––– |      |      | 1-1  | 2-1  |      |
| Lahti         | 2-1  |      | 0-1  |      |      |      | 1-1  | –––– | 0-1  | 1-1  |      |      |
| PS Kemi       |      |      |      |      | 2-1  | 1-2  | 1-3  |      | –––– |      | 3-3  | 1-1  |
| RoPS          |      |      | 0-3  |      | 4-2  | 2-0  |      |      | 0-1  | –––– | 0-3  | 3-0  |
| SJK           |      | 0-2  |      | 0-0  | 5-0  | 0-4  |      | 1-0  |      |      | –––– | 2-1  |
| VPS           | 1-2  | 0-3  |      | 1-1  | 2-2  |      | 1-3  | 2-1  |      |      |      | –––– |

## Spareggio promozione/retrocessione
Allo spareggio partecipano l'undicesima classificata in Veikkausliiga, l'HIFK, e la seconda classificata in Ykkönen, l'Honka.
|       | Risultati   |       | Luogo e data              |
| ----- | ----------- | ----- | ------------------------- |
| Honka | 0 - 0       | HIFK  | Espoo, 1º novembre 2017   |
| HIFK  | 1 - 1 (gfc) | Honka | Helsinki, 4 novembre 2017 |
|       |             |       |                           |

## Statistiche

### Classifica marcatori[3]
| Gol |  |  | Giocatore            | Squadra                    |
| --- |  |  | -------------------- | -------------------------- |
| 16  |  |  | Aleksei Kangaskolkka | IFK Mariehamn              |
| 15  |  |  | Ariel Ngueukam       | Ilves                      |
| 15  |  |  | Filip Valenčič       | HJK (7), PS Kemi Kings (8) |
| 14  |  |  | Akseli Pelvas        | HJK                        |
| 13  |  |  | Marko Simonovski     | Lahti                      |
| 12  |  |  | Billy Ions           | SJK                        |
| 11  |  |  | Gaël Etock           | JJK                        |
| 11  |  |  | Alfredo Morelos      | HJK                        |
| 10  |  |  | Pekka Sihvola        | HIFK                       |
| 9   |  |  | Timo Furuholm        | Inter Turku                |
| 9   |  |  | Benjamin Källman     | Inter Turku                |
| 9   |  |  | Urho Nissilä         | KuPS                       |
| 9   |  |  | Gbolahan Salami      | KuPS                       |
| 9   |  |  | Stenio               | Lahti                      |